# Flood (álbum)
Flood é o terceiro álbum de estúdio da banda They Might Be Giants, lançado a 5 de Janeiro de 1990.  Primeiro álbum  lançado por uma grande gravadora, a Elektra Records, Flood  foi o álbum de maior sucesso da banda, alcançando a certificação de platina.

## Faixas
Todas as faixas por John Flansburgh e John Linnell, exceto onde anotado.
1. "Theme From Flood" – 0:28
2. "Birdhouse in Your Soul" – 3:20
3. "Lucky Ball & Chain" – 2:46
4. "Istanbul (Not Constantinople)" (Jimmy Kennedy, Nat Simon) – 2:38
5. "Dead" – 2:58
6. "Your Racist Friend" – 2:54
7. "Particle Man" – 1:59
8. "Twisting" – 1:56
9. "We Want a Rock" – 2:47
10. "Someone Keeps Moving My Chair" – 2:23
11. "Hearing Aid" – 3:26
12. "Minimum Wage" – 0:47
13. "Letterbox" – 1:25
14. "Whistling in the Dark" – 3:25
15. "Hot Cha" – 1:34
16. "Women & Men" – 1:46
17. "Sapphire Bullets of Pure Love" – 1:36
18. "They Might Be Giants" – 2:45
19. "Road Movie To Berlin" – 2:22